# Potiska vojna krajina
Potiska vojna krajina bila je vojno-upravna jedinica na teritoriju Bačke.
Uvjeti za osnivanje ove vojne krajine stvoreni su nakon što je potpisan Karlovački mir. Imala je 13 vojnih šanaca u Bačkoj. Sombor je u Potisku vojnu krajinu uključen 1702. godine. 1717. je stekao status oppidum militare. U Somboru je tad utvrda koja je preživili turski odlazak. Vanjski dio Sombora okruživao je šanac s nasipima.
Kapetan Potiske vojne krajine bio je Juraj Vidaković.
U pustarama oko Sombora graničari su dobivali zemlju za obradbu i naseljavanje, a većinom su podizali naselja oko crkvišta, mjesta gdje su u predturskim vremenima bile crkve koje su oslobođenje dočekale u ruševnom stanju.
Već 1718. godine stvorili su se uvjeti za gašenje ove vojne tampon-zone. Te je godine Požarevačkim mirom Austrija dobila cijeli banat. Odmah su formirali Temišvarski banat kao vojnu upravnu jedinicu. Kako je granica carstva pomaknuta daleko južnije, Pomoriško-potiska vojna krajina gubila je značaj. 
Uskoro je car Karlo III. zaratio protiv Francuske i Španjolske. U tom su ratu koji je trajao od 1733. do 1735. godine sudjelovali i Somborci. Somborci su dali konjičku i pješačku postrojbu. Konjaništvo (dvjesta konjanika) je vodio kapetan Marko Marković a pješaštvo (600 pješaka) kapetan Jovan Damjanović. Nakon toga car Karlo III. je opet zaratio s novim protivnikom. Već 1736. godine zaratio je protiv Osmanskog Carstva. U rat protiv Turaka koji nije pošao uspješno morala se je uključiti 1738. i Potiska vojna krajina. 
Za taj je rat Sombor osim one dvojice dao još ove poručnike koje su većinom bili Hrvati: Ivana Bašića, Miju Bokerovića, Martina Parčetića, Gabriela Pavlovića, Miju Pletikosića i Bartola Rajića. 1740. su Somborci u ratovali u ratu Austrije protiv Pruske, Bavarske i Francuske. Svake su godine ratovali na novom ratištu: 1741. bili su u Šleskoj, pa Moravskoj i naposljetku Bavarskoj.
Od Somboraca koji su bili u tom ratu, dvije su trećine bili Srbi, a jedna trećina Hrvati.
Rat s Osmanskim Carstvom i rat za austrijsku baštinu uzeo je veliki danak, ostavivši mnogo udovica.
Carica Marija Terezija raspustila je Potisku i Pomorišku vojnu krajinu Zakonskim članom 18. Zakona od 1741. godine;(1741. raspustila je graničare u Bačkoj i Banatu, Somborski šanac 1745., 1. srpnja 1745. Vojnu krajinu) tim je zakonom određeno da krajiška naselja prijeđu pod civilnu vlast, a razvojačeno osoblje da se preseli u Banat. Razvojačeni su mogli izabrati preseliti u dio koji je bio predviđen da bude pod civilnom upravom ili u dio gdje se namjeravalo formirati novu vojnu krajinu. Sombor je izuzet od vojne vlasti i podvrgnut županijskoj, čemu su se osobito protivili graničari Srbi, a dijelom i graničari Hrvati. Odbivši predati oružje, napustili su Sombor, sveukupno 546 obitelji. Graničari iz Subotice i Sombora, uglavnom Srbi, napustili su te gradove. Nastanili su se u Srijemu i u šajkaškom kraju, u selima Gardinovcima, Gospođincima, Loku i Mošorinu. Razlozi su bili naučenost na vojnički život i veća gospodarska sigurnost u vojničkoj službi koja je donosila povlastice, nasuprot neizvjesnoj civilnosti: imali su vinograde, oranice, plodne okućnice, a nisu plaćali obveze civilnim vlastima. Govorili su da ne žele postati nekim provincijskim paorima od kojih će ugarsko plemstvo raditi šta želi. 